# Mogol-architectuur
Mogol-architectuur is een mengvorm van islamitische en hindoe-architectuur en werd ontwikkeld in het Mogolrijk in de 16e en 17e eeuw in India en Pakistan. De Taj Mahal geldt als hoogtepunt van de Mogol-architectuur.

## Afbeeldingen

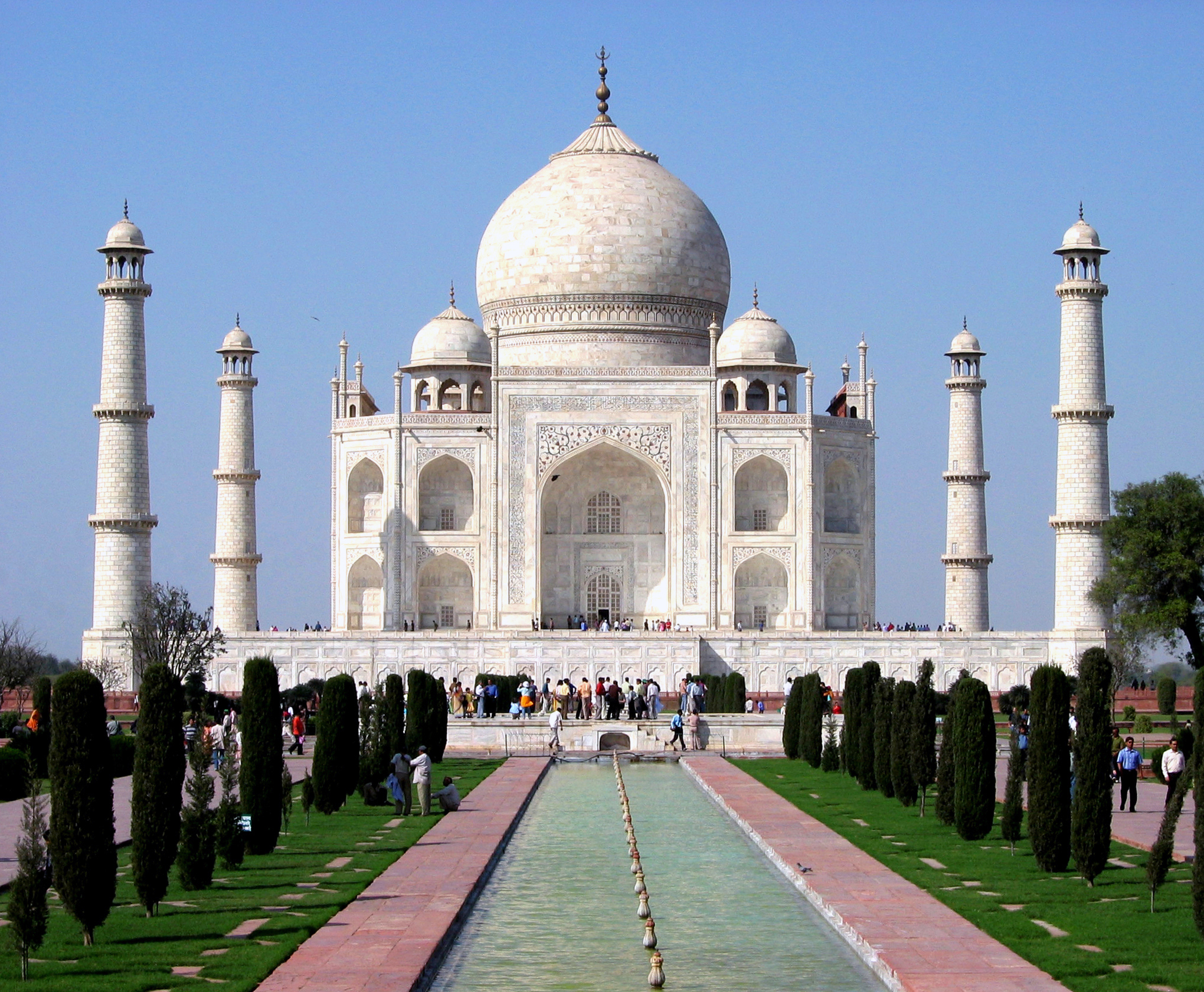
Taj Mahal
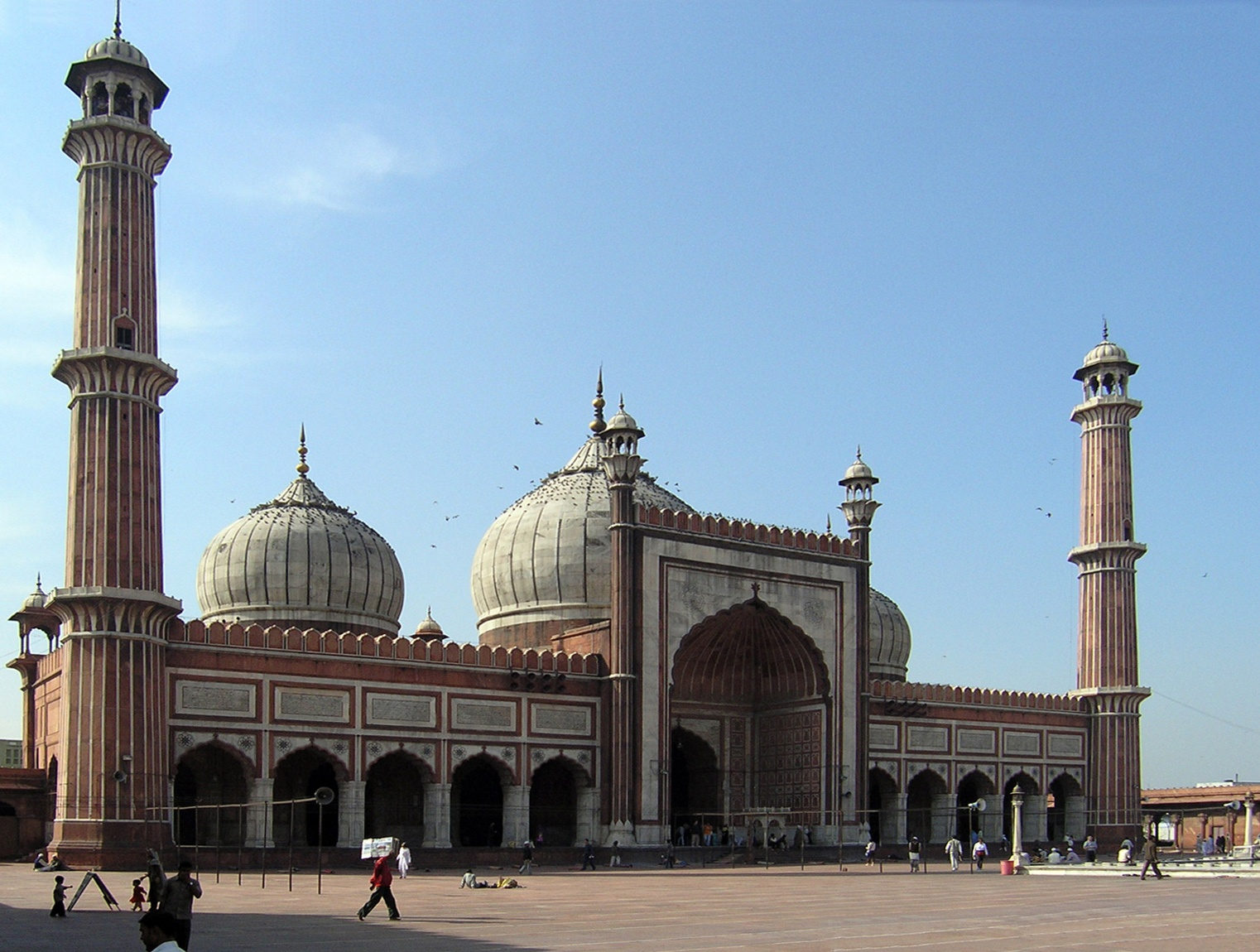
Vrijdagmoskee van Delhi
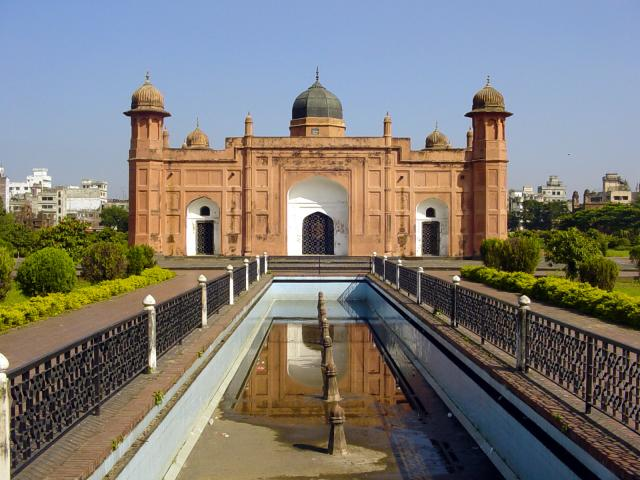
Fort van Aurangabad
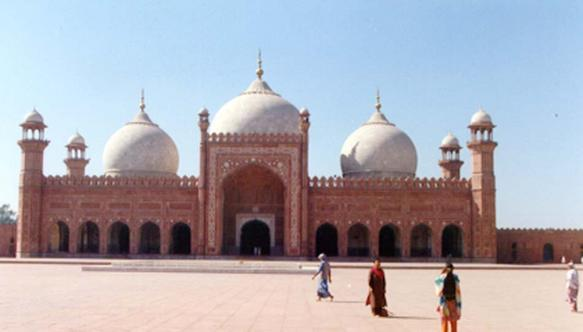
Badshahimoskee in Lahore